# 万达广场 (中国)

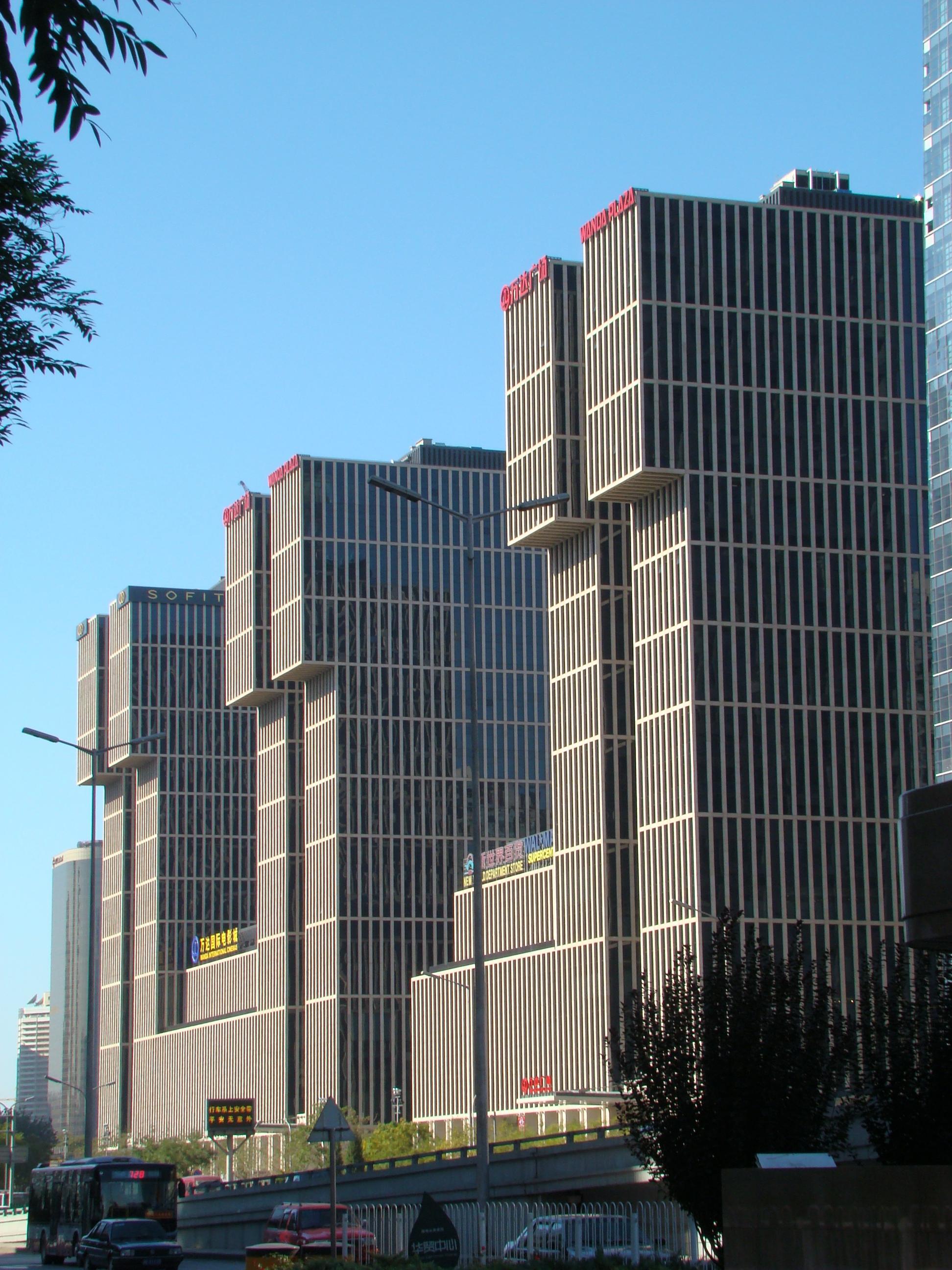
北京CBD万达广场，万达集团与万达院线的总部。

万达广场（英語：Wanda Plaza）是由中国万达集团运营的集购物、休闲、餐饮功能于一体的商业地产城市综合体，口号为“万达广场就是城市中心”，业态包括购物中心、商业步行街、酒店、写字楼、公寓等配套设施，是中国规模最大的连锁商业综合体，覆盖中国大陆31省区市和全部省会城市，截至2022年12月31日，公司拥有及运营管理472个万达广场。

## 历史
2000年7月，万达集团着手开发建设旗下的商业地产项目，并与美国沃尔玛公司结成战略合作伙伴关系。2003年1月16日，万达集团旗下第一座万达广场（时称“万达购物广场”）在吉林长春重庆路开业。在随后一年中，另外5家广场陆续问世，多分布于城市传统核心商圈，以建筑面积5万平方米左右的单体商业楼为主，业态为沃尔玛超市搭配其他精品店、电影院、游戏厅。
2002年，万达集团开始开发第二代万达广场。每座万达广场由单体商业楼扩大至由商业步行街连结的多幢商业楼复合体，成为一个规模庞大的商业中心。
2006年12月22日，第三代万达广场首店宁波鄞州万达广场开业。第三代万达广场在布局上从全国一二线城市下沉至三四线城市，包括有消费力的县级市，选址上也从原来的传统核心商圈到城市新区、郊区，并配建五星级酒店和超高层写字楼，在新开发区域形成独立的大型商圈和城市综合体。
2013年，江门市首个万达广场落成。位於蓬江区发展大道北。
2013年，湖南第一座万达广场——长沙开福万达广场开业亮相，标志着万达商管正式进军湖南。在与湖南共荣共生的9年中，万达在湘迎来11城14店。
2015年，万达宣布轻资产战略，由万达集团投资、自建、自持物业的“重资产”模式向当地地产发展商出资、万达运营管理的“轻资产”模式转型，以北京槐房万达广场、大连甘井子万达广场等三个项目作为首批试点，统一使用“万达广场”品牌，所产生的租金收益万达与投资方按一定比例分成。
2017年7月25日，中信信托分别通过柳南万达广场股权投资信托、枣庄万达广场股权投资信托、盐城万达广场股权投资信托和焦作万达广场股权投资信托等四只信托计划持有柳南万达广场、枣庄万达广场、盐城万达广场及焦作万达广场等四个商业广场的100%股权。而另外的民生信托则持有了北海万达广场、抚州万达广场、九江万达广场、雅安万达广场、辽阳万达广场。最后，南昌西湖万达广场的变更时间为2017年7月5日。也就是说，开业仅仅半月，南昌西湖万达的持有者就发生的变化。值得一提的是，进行收购的珠江人寿的注册资本为67亿人民币，其股东包括广东珠江投资控股、广东新南方集团、广东韩建投资及广州金融控股集团，其中珠江投资、韩建投资及新南方为合生创展董事长朱孟依的家族企业。而南昌万达的总投资高达30亿元，双方均未公开此次交易的价格。对于此次出售，万达方面也进行了回应。据凤凰财经报道，万达相关负责人称，所谓万达变卖南昌西湖万达广场纯粹是误读，这是万达广场轻资产战略的一部分，南昌西湖万达广场就是第一批轻资产项目。
2020年，万达宣布开发第四代万达广场，第四代万达广场增加了文化旅游功能，功能定位升级为“旅游中心、文化中心、社交中心和生活中心”。首个第四代万达广场、拥有世界最高最长室内扶梯的深圳龙岗万达广场于2021年9月17日正式开业。
2020年8月8日，拉萨万达广场开业，这是万达集团在西藏自治区开业的第一座万达广场，是万达的第330座万达广场，也是全国海拔最高的万达广场。拉萨万达广场的开业填补了万达广场在中国大陆省份的最后空白，至此，万达广场全面覆盖中国大陆省区市和全部省会城市，进入的城市超过200个。
2023年，万达集团爆发债务风波后即开始出售资产。截至2024年1月，王健林共出售了10座万达广场的股权。
2024年，万达出售了近26座万达广场，与此同时，在今年11月，有市场消息传出，万达宣布将其持有的英国豪华游艇制造商圣汐国际以约1.6亿英镑（约2.06亿美元）的价格出售给狮心资本和东方资本；另外，在此前10月份，美国传奇影业宣布，已完成购回万达集团在该电影公司的剩余股权，并将由阿波罗全球全资拥有。
2025年1月17日，据天眼查披露的信息，宣城万达广场投资有限公司和铜陵万达广场投资有限公司均出现了股东名单变化，新增控股股东坤华（天津）股权投资合伙企业（有限合伙），原股东大连万达商业管理集团股份有限公司退出。股权穿透后的资料显示，坤华（天津）股权投资合伙企业（有限合伙）由新华人寿保险股份有限公司和中金资本运营有限公司持有，持股比例分别为99.9%和0.1%。目前，新华保险已接手11家万达广场。另外，除了险资新华保险之外，还有其他保险公司接手万达广场。从可查询的资料来看，阳光保险、大家保险和横琴人寿都曾先后接手了多处万达广场。同年5月，据国家市场监督管理总局网站披露，太盟珠海、高和丰德、腾讯、京东潘达、阳光人寿通过直接投资或关联方共同设立合营企业，收购48家万达广场的全部股权。此次交易已获得市场监管总局的无条件批准。

## 各地万达广场
- 北京市
  - 北京CBD万达广场
  - 北京石景山万达广场
  - 北京丰台丰科万达广场
  - 北京槐房万达广场
  - 北京丰台西铁营万达广场
  - 北京双桥万达广场
  - 北京通州万达广场
  - 北京怀柔青春万达广场
  - 北京昌平乐多港万达广场
  - 北京延庆万达广场
  - 北京东坝万达广场
  - 北京五棵松万达广场
  - 北京平谷万达广场[14]
- 天津市
  - 天津河东万达广场
  - 天津东丽万达广场
  - 天津滨海万达广场
  - 天津武清福源万达广场
  - 天津蓟州万达广场（2021年9月24日開業[15]）
  - 天津大港万达广场
- 上海市
  - 上海宝山万达广场
  - 上海江桥万达广场
  - 上海五角场万达广场
  - 上海周浦万达广场
  - 上海松江万达广场
  - 上海金山万达广场
  - 上海闵行颛桥万达广场
  - 上海中信泰富万达广场
  - 上海青浦万达茂
  - 上海崇明万达广场
  - 上海临港万达广场
  - 上海马桥万达广场
  - 上海浦江万达广场
- 重庆市
  - 重庆南坪万达广场
  - 重庆万州万达广场
  - 重庆巴南万达广场
  - 重庆永川万达广场
  - 重庆綦江万达广场
  - 重庆北碚区万达广场
  - 重庆沙坪坝万达广场
  - 重庆铜梁万达广场
  - 重庆大渡口万达广场
  - 重庆涪陵万达广场
  - 重庆南川万达广场
- 河北省
  - 廊坊广阳万达广场
  - 石家庄裕华万达广场
  - 石家庄长安万达广场
  - 秦皇岛海港万达广场
  - 唐山路南万达广场
  - 邢台襄都万达广场（原桥东万达广场）
  - 保定定州万达广场
  - 保定嘉德万达广场
  - 保定未来石万达广场
  - 沧州任丘万达广场
  - 邯郸邯山万达广场
- 河南省
  - 洛阳涧西万达广场
  - 郑州二七万达广场
  - 郑州中原万达广场
  - 郑州惠济万达广场
  - 郑州高新万达广场
  - 三门峡湖滨万达广场
  - 焦作解放万达广场
  - 平顶山卫东万达广场
  - 新乡牧野万达广场
  - 鹤壁淇滨万达广场
  - 商丘睢阳万达广场
  - 商丘港汇万达广场
  - 开封龙亭万达广场
  - 许昌魏都万达广场
  - 安阳文峰万达广场
  - 濮阳经开万达广场
  - 信阳羊山万达广场
  - 周口开元万达广场
- 云南省
  - 昆明西山万达广场（CBD）
  - 昆明呈贡万达广场
  - 曲靖麒麟万达广场（经开）
  - 西双版纳万达广场（已更名融创茂）
- 辽宁省
  - 沈阳北一路万达广场
  - 沈阳太原街万达广场
  - 沈阳铁西万达广场
  - 沈阳奥体万达广场
  - 沈阳沈北万达广场
  - 沈阳全运万达广场
  - 大连高新万达广场
  - 大连开发区万达广场（经开）
  - 大连普兰店万达广场
  - 大连庄河万达广场
  - 大连甘井子万达广场
  - 盘锦万达广场
  - 抚顺新抚万达广场
  - 抚顺顺城万达广场
  - 丹东万达广场
  - 营口站前万达广场
  - 营口鲅鱼圈万达广场
  - 朝阳万达广场
  - 辽阳万达广场
  - 锦州万达广场
  - 阜新万达广场
  - 本溪万达广场
  - 鞍山高新万达广场
- 黑龙江省
  - 大庆萨尔图万达广场
  - 大庆让胡路万达广场
  - 哈尔滨香坊万达广场
  - 哈尔滨哈西万达广场
  - 哈尔滨哈东万达广场
  - 齐齐哈尔万达广场
  - 鸡西万达广场
  - 佳木斯万达广场
  - 牡丹江万达广场
  - 绥化万达广场
  - 哈尔滨哈南万达广场（在建）
- 湖南省
  - 长沙开福万达广场
  - 湘潭岳塘万达广场
  - 常德武陵万达广场
  - 常德汉寿万达广场
  - 常德澧县万达广场
  - 益阳赫山万达广场
  - 衡阳蒸湘万达广场
  - 衡阳酃湖万达广场
  - 怀化鹤城万达广场
  - 怀化溆浦万达广场
  - 永州进贤路万达广场
  - 株洲云龙万达广场
- 安徽省
  - 合肥天鹅湖万达广场
  - 合肥包河万达广场
  - 合肥瑶海万达广场
  - 合肥北城万达广场
  - 合肥巢湖万达广场
  - 芜湖镜湖万达广场
  - 蚌埠蚌山万达广场
  - 蚌埠淮上万达广场
  - 马鞍山雨山万达广场（太白路）
  - 阜阳颍州万达广场
  - 阜阳颍泉万达广场
  - 亳州北万达广场（谯城）
  - 亳州南万达广场（高新）
  - 亳州蒙城万达广场
  - 宿州埇桥万达广场（银河三路）
  - 宿州CBD万达广场
  - 宿州砀山万达广场
  - 六安金安万达广场
  - 六安舒城万达广场
  - 铜陵铜官万达广场
  - 淮南国庆路万达广场
  - 淮北相山万达广场
  - 宣城宣州万达广场
  - 滁州南谯万达广场
- 山东省
  - 济南魏家庄万达广场（经四路）
  - 济南高新万达广场
  - 青岛CBD万达广场
  - 青岛李沧万达广场
  - 青岛莱西万达广场
  - 青岛城阳青特万达广场
  - 青岛西海岸万达广场
  - 青岛台东路万达广场
  - 青岛港湾万达广场（已更名融创精彩天地）
  - 烟台芝罘万达广场
  - 烟台开发区万达广场
  - 烟台莱阳万达广场
  - 济宁太白路万达广场
  - 济宁建设路万达广场
  - 潍坊奎文万达广场
  - 潍坊寿光万达广场
  - 东营东城万达广场
  - 东营西城万达广场
  - 泰安泰山万达广场
  - 德州德城万达广场
  - 德州齐河万达广场
  - 滨州滨城万达广场
  - 枣庄薛城万达广场
  - 枣庄滕州万达广场
  - 菏泽牡丹万达广场（天安万达广场）
  - 日照东港万达广场
  - 聊城万达广场
  - 临沂滨河万达广场
  - 临沂临沐万达广场
  - 临沂上海路万达广场
  - 威海环翠万达广场
  - 淄博富力万达广场
  - 潍坊诸城万达广场（在建）
- 江苏省
  - 常州新北万达广场
  - 常州武进万达广场
  - 常州溧阳万达广场
  - 苏州平江万达广场
  - 苏州吴中万达广场
  - 苏州常熟万达广场
  - 苏州昆山青阳万达广场
  - 苏州昆山经开万达广场
  - 苏州张家港万达广场
  - 苏州太仓万达广场
  - 泰州海陵万达广场
  - 泰州姜堰万达广场
  - 泰州泰兴万达广场（佳源万达广场）
  - 泰州兴化万达广场
  - 无锡滨湖万达广场
  - 无锡惠山万达广场
  - 无锡新吴万达广场
  - 无锡高新万达广场
  - 无锡梁溪万达广场
  - 无锡宜兴万达广场
  - 无锡江阴万达广场
  - 镇江润州万达广场
  - 淮安水渡口万达广场
  - 淮安楚州万达广场
  - 徐州云龙万达广场
  - 徐州铜山万达广场
  - 徐州睢宁万达广场
  - 南京建邺万达广场
  - 南京江宁万达广场
  - 南京溧水万达广场
  - 南京仙林万达茂
  - 南通港闸万达广场
  - 南通通州万达广场
  - 南通海安万达广场
  - 南通如皋万达广场
  - 连云港海州万达广场
  - 扬州邗江万达广场
  - 扬州蜀冈万达广场
  - 盐城盐都万达广场
  - 宿迁宿豫万达广场
  - 宿迁沐阳万达广场
  - 徐州中川万达广场（在建）
- 浙江省
  - 宁波江北万达广场
  - 宁波鄞州万达广场
  - 宁波余姚万达广场
  - 宁波奉化万达广场
  - 宁波象山万达广场
  - 绍兴柯桥万达广场
  - 绍兴上虞万达广场
  - 绍兴诸暨万达广场
  - 温州龙湾万达广场
  - 温州平阳万达广场
  - 金华金东万达广场
  - 金华永康万达广场
  - 金华义乌万达广场
  - 台州经开万达广场
  - 湖州吴兴万达广场
  - 衢州柯城万达广场
  - 嘉兴南湖万达广场
  - 嘉兴龙鼎万达广场（经开）
  - 杭州拱墅万达广场
  - 杭州余杭万达广场
  - 杭州富阳万达广场
  - 台州玉环万达广场（在建）
- 江西省
  - 南昌红谷滩万达广场
  - 南昌八一广场万达广场
  - 南昌西湖万达广场
  - 南昌青山湖万达广场
  - 宜春万达广场
  - 上饶万达广场
  - 抚州临川万达广场
  - 九江濂溪万达广场
- 湖北省
  - 武汉楚河汉街万达广场
  - 武汉汉街万达广场
  - 武汉经开万达广场
  - 武汉菱角湖万达广场
  - 武汉东西湖万达广场
  - 武汉汉阳万达广场
  - 武汉盘龙城万达广场
  - 武汉阳逻万达广场
  - 黄冈黄州万达广场
  - 黄冈武穴万达广场
  - 襄阳樊城万达广场
  - 宜昌伍家岗万达广场
  - 宜昌夷陵万达广场
  - 荆州万达广场
  - 荆门掇刀万达广场
  - 荆门漳河万达广场
  - 黄石黄石港万达广场
  - 黄石团城山万达广场
  - 十堰万达广场
  - 随州万达广场
  - 孝感星河天街万达广场
  - 咸宁咸安万达广场（第300座萬達廣場）
  - 天门万达广场
- 山西省
  - 太原龙湖万达广场
  - 太原龙城万达广场
  - 晋中新建万达广场
  - 大同平城万达广场
  - 长治高新万达广场
  - 运城盐湖万达广场
  - 吕梁孝义万达广场
  - 朔州朔城万达广场
  - 临汾尧都万达广场
  - 晋城万达广场
- 内蒙古自治区
  - 鄂尔多斯万达广场
  - 呼和浩特赛罕万达广场
  - 呼和浩特回民区万达广场
  - 赤峰红山万达广场
  - 赤峰松山万达广场
  - 满洲里万达广场
  - 乌海万达广场
  - 通辽万达广场
  - 包头青山万达广场
  - 包头九原万达广场
  - 兴安盟万达广场
  - 乌兰察布万达广场
- 陕西省
  - 西安李家村万达广场（碑林）
  - 西安民乐园万达广场
  - 西安大明宫万达广场
  - 西安高新万达广场
  - 安康汉滨万达广场（高新）
  - 渭南临渭万达广场（高新）
  - 咸阳丽彩万达广场
  - 咸阳秦都万达广场
  - 延安宝塔万达广场
  - 榆林榆阳万达广场
  - 商洛万达广场
- 新疆维吾尔自治区
  - 乌鲁木齐经开万达广场
  - 乌鲁木齐德汇万达广场
  - 乌鲁木齐高新万达广场
  - 乌鲁木齐德港万达广场
  - 乌鲁木齐白鸟湖万达广场（在建）
  - 乌鲁木齐天山区万达广场（在建）
  - 喀什万达广场
  - 石河子万达广场
  - 昌吉万达广场（在建）
- 吉林省
  - 长春红旗街万达广场
  - 长春重庆路万达广场
  - 长春宽城万达广场
  - 长春车城万达广场
  - 长春上海路万达广场
  - 吉林昌邑万达广场
  - 四平万达广场
  - 延吉万达广场
  - 通化万达广场
  - 白山万达广场
  - 长白山万达广场（在建）
- 福建省
  - 福州仓山浦上万达广场
  - 福州金融街万达广场
  - 福州白湖亭万达广场
  - 福州高新万达广场
  - 福清福和万达广场
  - 福清清昌万达广场
  - 泉州浦西万达广场
  - 泉州晋江万达广场
  - 泉州安溪万达广场
  - 泉州城东万达广场
  - 泉州德化万达广场
  - 宁德蕉城万达广场
  - 莆田城厢万达广场
  - 厦门湖里万达广场
  - 厦门集美万达广场
  - 厦门灌口万达广场
  - 龙岩新罗万达广场
  - 龙岩上杭万达广场
  - 三明三元万达广场（原梅列万达广场）
  - 南平建阳万达广场
  - 漳州碧湖万达广场
  - 漳州台商万达广场
- 贵州省
  - 贵阳观山湖万达广场
  - 贵阳龙湾万达广场（经开）
  - 贵阳数博万达广场
  - 贵阳云岩万达广场
  - 凯里万达广场
  - 六盘水钟山万达广场
  - 黔南都匀万达广场
- 广东省
  - 广州白云万达广场
  - 广州增城万达广场
  - 广州萝岗万达广场
  - 广州南沙万达广场
  - 广州金沙洲万达广场
  - 广州番禺万达广场
  - 广州新塘万达广场
  - 广州海珠万达广场
  - 广州黄埔南岗万达广场
  - 东莞长安万达广场
  - 东莞东城万达广场
  - 东莞厚街万达广场
  - 东莞虎门万达广场
  - 佛山南海万达广场
  - 佛山三水万达广场
  - 佛山顺德美的万达广场
  - 江门蓬江万达广场
  - 江门江海万达广场
  - 江门台山万达广场
  - 江门新会万达广场
  - 汕头金平万达广场
  - 湛江霞山万达广场
  - 揭阳榕城万达广场
  - 茂名电白万达广场
  - 梅州梅江万达广场
  - 清远清城万达广场
  - 河源东源万达广场
  - 惠州大亚湾万达广场
  - 肇庆鼎湖万达广场
  - 深圳宝安福城万达广场
  - 深圳龙岗万达广场
  - 深圳光明万达广场
  - 珠海斗門世榮万达广场
- 四川省
  - 成都金牛万达广场
  - 成都锦华路万达广场
  - 成都蜀都万达广场
  - 成都双流万达广场
  - 成都青羊万达广场
  - 成都崇州万达广场
  - 成都武侯万达广场
  - 成都金堂万达广场
  - 成都龙泉驿万达广场
  - 成都青白江万达广场
  - 巴中经开万达广场
  - 巴中容邦万达广场
  - 绵阳涪城万达广场
  - 绵阳经开万达广场（CBD）
  - 广元利州万达广场
  - 内江东兴万达广场
  - 内江威远万达广场
  - 乐山市中万达广场
  - 资阳万达广场
  - 德阳旌阳万达广场
  - 遂宁万达广场
  - 雅安万达广场
  - 泸州龙马潭万达广场
  - 眉山东坡万达广场
  - 眉山仁寿万达广场
  - 宜宾万达广场
  - 南充高坪万达广场（在建）
  - 凉山州西昌万达广场
  - 攀枝花万达广场
  - 自贡汇川路万达广场
- 广西壮族自治区
  - 南宁青秀万达广场
  - 南宁安吉万达广场
  - 南宁江南万达广场
  - 南宁万达茂
  - 柳州城中万达广场
  - 柳州柳南万达广场
  - 北海银海万达广场
  - 桂林七星万达广场（高新）
  - 桂林叠彩万达广场
  - 桂林临桂万达广场
  - 贵港港北万达广场
  - 玉林万达广场
  - 梧州高旺万达广场
- 宁夏回族自治区
  - 银川金凤万达广场
  - 银川西夏万达广场
  - 石嘴山万达广场
  - 吴忠万达广场
- 甘肃省
  - 兰州城关万达广场
  - 酒泉肃州万达广场
  - 武威凉州万达广场
  - 天水秦州万达广场
  - 定西安定万达广场
- 青海省
  - 西宁海湖万达广场
  - 西宁北川万达广场
  - 西宁中惠万达广场
- 海南省
  - 海口秀英万达广场
  - 东方万达广场
- 西藏自治区
  - 拉萨城关万达广场
  - 拉萨柳梧万达广场

## 争议事件

### 拆除中学
2010年8月，万达集团为准备在四川绵阳市新建万达广场，从绵阳市政府获得位于涪城区的商业用地，而该地块中包含在2008年汶川大地震后由香港援助资金重建的紫荆民族中学。2012年5月，民族中学被拆除，为迁建该中学，绵阳市政府投资了7000万元人民币。

### 建筑超高影响机场运行
2012年4月24日，因在建的绵阳涪城万达广场建筑最高点超出临近的绵阳机场净空限制面和控制面，导致该机场夜间航班全部停运。

### 广告进入小学
2018年9月25日，山东省菏泽市开发区丹阳路小学向小学生发放的一百余条红领巾和学生帽上被民众发现印有“菏泽万达广场11月16日盛大开业”的广告。事后，菏泽市经济开发区发布《关于丹阳路小学红领巾印广告事件处理情况的通报》，令丹阳街道党工委会同有关部门进行调查，并对丹阳路小学校长吕咏梅作出党内严重警告的处分。万达商管集团也对相关责任人予以处理，解除菏泽万达广场管理公司总经理等3名主要责任人劳动关系，对济南区域总经理等3名上级管理人员和菏泽万达广场招商营运副总经理等5名相关责任人给予取消年终晋级资格和扣除岗位工资的处罚。

## 外部連結
- 萬達廣場（页面存档备份，存于）（简体中文）